# Система оцінки речовин Європейського Союзу
Систе́ма оці́нки речови́н Європе́йського Сою́зу (EUSES) — математична модель для розрахунку прогнозованих концентрацій у довкіллі (PEC) і впливу на людину. Його можна використовувати в оцінках хімічної безпеки (CSA) і цитувати у звітах про хімічну безпеку (CSR).
EUSES надається безкоштовно на вебсайті Європейського хімічного бюро та має форму аркуша Microsoft Excel.